# Pierre Joseph Antoine
Pierre Joseph Antoine, né en 1840 à Herstal et mort en 1913 dans la région bruxelloise (à Ixelles ou Schaerbeek,,), est un peintre belge.

## Biographie
Ciseleur de métier, il étudie à l'Académie royale des beaux-arts de Liège, où il suit les cours d'Auguste Chauvin et Jean-Mathieu Nisen, puis bénéficie de la bourse de la fondation Lambert Darchis qui lui permet de séjourner à Rome en même temps que Léon Philippet,, et Adrien de Witte. Il y rencontre et épouse Marie-Joséphine Corbusier. Le couple réside durant sept ans à Florence puis s'installe plusieurs années en Angleterre, où il réalise des portraits de l'aristocratie,,. Il revient à Liège, vers 1890-1895, où il enseigne, et, de plus, il est le premier président et l'un des membres fondateurs du Cercle royal des beaux-arts de Liège,. Vers la fin de sa vie, il se fixe dans la région bruxelloise, résidant chez son fils Marc Antoine qui est peintre lui aussi, où il meurt en 1913,,,,.

## Œuvre
Il réalise surtout des peintures d'histoire, des peintures religieuse et des portraits,,. Son œuvre la plus connue est sans doute l'ensemble de peintures murales qu'il a réalisé dans l'Église Sainte-Véronique de Liège,,,,.
Des œuvres de Pierre Joseph Antoine sont présentes dans les collections de la School of Art de l'Aberystwyth University (Royaume-Uni),,.

## Expositions
Il est membre-fondateur du Cercle royal des Beaux-Arts de Liège, et il y expose de 1892 à 1902,.
- 1992 : Le Cercle royal des Beaux-Arts de Liège 1892-1992, du 18 septembre au 20 avril 1993, Cercle royal des Beaux-Arts, Liège[2].

## Réception critique
« P.J. Antoine, pensionnaire de la Fondation Darchis et qui se trouvait à Rome en même temps que Philippet et de Witte, a laissé des portraits et surtout les peintures murales de l'église Ste-Véronique qui défendent sa mémoire par leur qualité d'exécution et de composition. »

— Jules Bosmant